# Arma Angelus
Arma Angelus var ett metalcore-band från Chicago, USA. Bandet upplöstes 2002. 
Bandmedlemmar var Peter Wentz (sångare, numera basist från bandet Fall Out Boy, Tim McIlrath (basist, numera sångare i Rise Against), Jay Jancetic (gitarr, numera gitarrist i Chicagobandet Holy Roman Empire), Daniel Binaei (gitarrist), Adam Bishop (gitarrist, numera engelsklärare), och Timothy Miller (trummor). Tim McIlrath slutade 1999 för att starta bandet Rise Against och ersattes av Christopher Gutierrez (numera författare).

## Medlemmar
Senaste medlemmar
- Pete Wentz – sång (1998–2002)
- Joseph Trohman – sologitarr (2001–2002), basgitarr (2001)
- Christopher Gutierrez – basgitarr (1998–2000, 2000–2002)
- Adam Bishop – rytmgitarr (2000–2002), sologitarr (1998–2000)
- Patrick Stump – trummor (2002)

Tidigare medlemmar
- Daniel Binaei – rytmgitarr (1998–2001)
- Tim McIlrath – basgitarr, sång (1998–1999)
- Jay Jancetic – sologitarr (2000–2001)
- Timothy Miller - trummor (1998–2001)

## Diskografi
Studioalbum
- Where Sleeplessness Is Rest From Nightmares (2001) (Eulogy Records)

EP
- The Personal Is Political (demo) (2000)
- The Grave End of the Shovel (2000) (Let It Burn Records)

Gästuppträdande
- Things we Don't Like We Destroy: Let It Burn Sampler (2002) (Let It Burn Records)